# Annette Fincke
Annette Fincke (* 10. Oktober 1963 in Magdeburg) ist eine ehemalige deutsche Marathonläuferin.

## Karriere
Annette Fincke startete für die BSG Turbine Magdeburg und den SC Magdeburg
1986 wurde sie bei der im Rahmen des Leipzig-Marathons ausgetragenen Marathonmeisterschaft der DDR Vierte.
Im Jahr darauf wurde sie beim IAAF-Weltcup-Marathon Elfte und gewann mit der Mannschaft der DDR Silber. Beim Tokyo International Women’s Marathon kam sie auf den zehnten Platz.
1988 wurde sie Neunte beim Europacup-Marathon, siegte beim Ost-Berliner Friedenslauf über 20 Kilometer und wurde Achte in Tokio.
1989 wurde sie Elfte beim IAAF-Weltcup-Marathon und Marathonmeisterin der DDR. 1990 belegte sie beim London-Marathon den 17. Platz und 1991 gewann sie den Hamburg-Marathon.
Kurz danach heiratete sie, nahm den Nachnamen Nielsen an und zog sich aus dem Wettkampfgeschehen zurück. Annette Fincke ist als Disponentin tätig.

## Persönliche Bestzeiten
- 10.000 m: 33:49,84 min, 2. Juni 1990, Potsdam
- Marathon: 2:33:44 h, 22. April 1990, London